# Coxeter-Gruppe
In der Mathematik sind Coxeter-Gruppen eine formale Beschreibung und Verallgemeinerung von Spiegelungsgruppen.

## Definitionen
Coxeter-Gruppen werden abstrakt definiert als Gruppen mit einer Präsentation
{\displaystyle W=\langle r_{1},\ldots ,r_{n}\mid (r_{i}r_{j})^{m_{ij}}=1\rangle }
mit {\displaystyle m_{ii}=1} und {\displaystyle m_{ij}=m_{ji}\geq 2} für {\displaystyle i\not =j}.
Die Bedingung {\displaystyle m_{ij}=\infty } bedeutet, dass {\displaystyle (r_{i}r_{j})} unendliche Ordnung haben.
Das Paar {\displaystyle (W,S)}, bestehend aus einer Coxeter-Gruppe {\displaystyle W} und einer Menge aus Erzeugern {\displaystyle S=\left\{r_{1},\ldots ,r_{n}\right\}}, wird als Coxeter-System bezeichnet.

Klassifikation der Coxeter-Diagramme

Coxeter bewies 1934, dass jede Spiegelungsgruppe eine Coxeter-Gruppe ist, und ein Jahr später, dass jede endliche Coxeter-Gruppe eine Spiegelungsgruppe ist. Weiter klassifizierte er endliche Coxeter-Gruppen durch ihre Coxeter-Diagramme. Diese sind Graphen mit einem Knoten für jeden Erzeuger {\displaystyle r_{i}}, Kanten zwischen den {\displaystyle r_{i}} und {\displaystyle r_{j}} verbindenden Knoten genau für {\displaystyle m_{ij}\geq 3} und einer Markierung der Kante durch {\displaystyle m_{ij}} für {\displaystyle m_{ij}\geq 4}. Die rechts abgebildete Grafik zeigt alle Coxeter-Diagramme, wobei {\displaystyle A_{n},B_{n}=C_{n}} und {\displaystyle D_{n}} jeweils für jedes {\displaystyle n\geq 1} einem Coxeter-Diagramm entsprechen. Jedes dieser Diagramme entspricht einer endlichen Spiegelungsgruppe.